# جنب المرأة المسلسلة
جنب المرأة المسلسلة أو المراقّ أو بطن الحوت أو الرشاء كما سماه العرب، أو بيتا المرأة المسلسلة وفق تسمية باير (بالإنجليزية: Mirach أو Beta Andromedae)‏، وعند العرب جنب المرأة المسلسلة هو المنزل الثامن والعشرون من منازل القمر الذي يسمّى بطن الحوت أو الرشاء. جنب المرأة المسلسلة نجم بارز من نجوم كوكبة المرأة المسلسلة وأسطع نجم في الكوكبة بقدر ظاهري 2.05  ومع ذلك، فإن لمعانة يتغير قليلا من القدر +2.01 إلى +2.10. يقع نجم جنب المرأة المسلسلة على مسافة تقارب 197 سنة ضوئية (60 فرسخ فلكي) من الشمس  شمال شرق مربع كوكبة الفرس الأعظم العظيم، ومن الناحية النظرية النحم مرئي لجميع المراقبين شمال 54° جنوباً. . ويستخدم النجم عادة من مراقبي النجوم للعثور على مجرة المرأة المسلسلة. والجدير بالملاحظة أن مجرة NGC 404، المعروفة أيضا باسم شبح ميراش تقع على بعد 7 دقائق قوسية من هذا النجم.

## خصائص
جنب المرأة المسلسلة عملاق أحمر أكبر من الشمس بمئة مرة ونجم متغير شبه منتظم تصنيفة النجمي M0 III. ويتغير لمعانة من القدر +2.01 إلى +2.10  ويخبو قدرة الظاهري بنسبة 0.06 بسبب الغاز والغبار على طول مدى البصر . ومع ذلك فأن ضياء النجم يعادل 1,995 ضياء شمسي  بقدر مطلق 1.76  وعند درجة حرارة فعالة تبلغ 3842 كلفن . وتقدر كتلتة بنحو 3–4 كتلة شمسية  ومنذ عام 1943، يعتبر طيف من هذا النجم بمثابة أحد نقاط الارتكاز المستقرة التي يتم من خلالها تصنيف النجوم الأخرى.